# モグーリスタン・ハン国

モグーリスタン・ハン国
خانات مغولستان

モグーリスタン・ハン国の版図（茶）

モグーリスタン・ハン国（ペルシア語: خانات مغولستان, ラテン文字転写: Khanat Maghulistan, トルコ語: Moğolistan Hanlığı, 英語: Moghulistan Khanate）は、1340年代にチャガタイ・ハン国が東西に分裂した後の東側のハン国の別称。東チャガタイ・ハン国、あるいは単にモグーリスタン、モグール・ウルスとも呼ばれる。

## 概要
13世紀に成立したモンゴル帝国は、モンゴル高原と漢地を支配する元（大元ウルス）、中央アジアを支配するチャガタイ・ハン国（チャガタイ・ウルス）、西アジアを支配するイルハン朝（フレグ・ウルス）、南ロシアのキプチャク草原を支配するジョチ・ウルスに分裂した。その中の一つチャガタイ・ハン国は14世紀に東西に分裂したが、分裂の正確な時期は定かではない。マー・ワラー・アンナフルを支配する西チャガタイ・ハン国は定住生活とイスラーム文化が浸透しており、一方で東トルキスタン（ウイグルスタン）を支配する東チャガタイ・ハン国では伝統的な遊牧文化が固持されていた。モンゴル人の伝統的な遊牧文化の後継者を自負する東チャガタイ・ハン国の君主は「モグール・ウルス」の国名を使用し、定住文化に染まった西チャガタイ・ハン国をカラウナス（Qaraunas、混血）と呼んで軽蔑した。一方、西チャガタイ・ハン国はチャガタイ・ウルスの正統な後継者として「チャガタイ」を称し、定住民を略奪の対象としか見なさない東チャガタイ・ハン国をジェテ（盗賊）、あるいはジャタ（Jatah、辺境）と呼んで忌み嫌った。
元から漢地を奪取した明はモグーリスタン・ハン国を指して「別失八里」（ビシュバリク、現在の昌吉回族自治州ジムサル県）や「亦力把力」（イリバリク、現在のイリ・カザフ自治州グルジャ市）という語を用いた。近現代の研究においては「モグーリスタン・ハン国」はもっぱらソビエト連邦の歴史学者によって使用され、中華人民共和国の歴史学者は「東チャガタイ・ハン国」の国名を使用することが多かった。

## 歴史
自国で編纂された史料に恵まれているティムール朝とは対照的に、モグーリスタンの人間が自身の事情を記録した史料は乏しい。モグーリスタンに関する記述の多くは、16世紀のドゥグラト部の歴史家ミールザー・ムハンマド・ハイダルの著書『ターリーヒ・ラシーディー（تاریخ رشیدی、ラシードの歴史）』に拠っている。

### 始まり

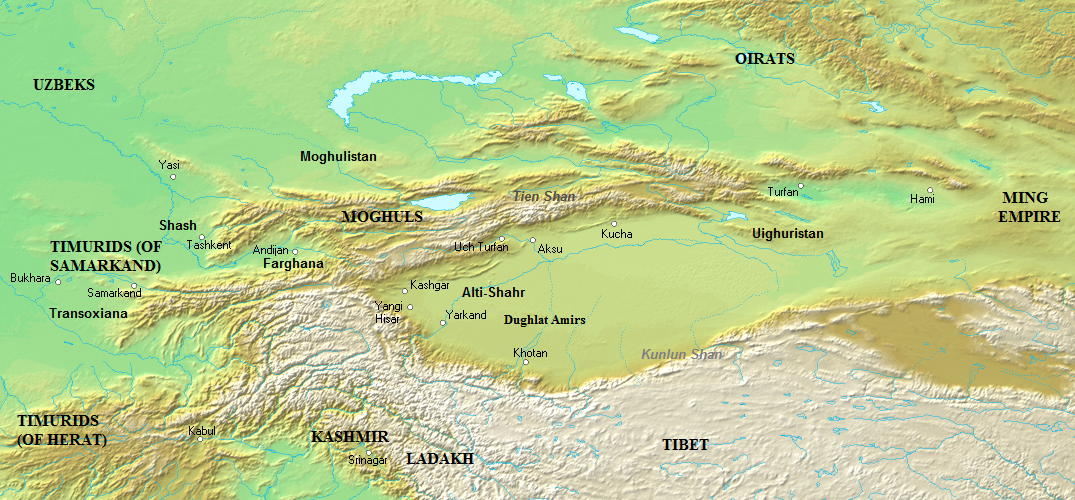
1450年代のモグーリスタン

1347年（もしくは1348年）、エミル・ホージャ（チャガタイ家第20代当主のタルマシリンの弟）の落胤とされるトゥグルク・ティムールがドゥグラト部のアミールであったプラジに擁立されて、アルマリクでハンに即位した。モグーリスタン・ハン国の創始者とされるトゥグルク・ティムールは、即位後の1354年にイスラムに正式に改宗した。
有力者であったカザガン・アブドゥッラー親子の死後に西チャガタイ・ハン国が群雄割拠状態に陥ると、トゥグルク・ティムールは1360年と1361年の2度にわたってサマルカンドへの遠征を行い、その際に、「偶像を崇拝する異教徒」との戦いが名分とされた。勝利したトゥグルク・ティムールはチャガタイ・ハン国を再統一した。トゥグルク・ティムールはクチャの住民をイスラムに改宗させ、従わない者は処刑したとされる。しかし、トゥグルク・ティムールの代にはイスラムはモグーリスタンの部衆に浸透しておらず、社会全体に広まるまでには時間がかかった。トゥグルク・ティムールは長男のイリヤース・ホージャを後継者に指名したが、1365年にイリヤース・ホージャはプラジの兄弟カマルッディーンによって殺害された。カマルッディーンはハンを称したが、チンギス統原理を尊重する部族長たちはカマルッディーンがハンであることを認めず、モグーリスタン・ハン国は長期の内戦状態に陥った。1371年から1390年にかけてモグーリスタンは、カマルッディーンの討伐を名目にティムールから7回以上の侵攻を受け、アルマリクは荒廃した。
イリヤース・ホージャの弟であったヒズル・ホージャはカマルッディーンに追放されてウイグルスタン方面に逃れ、当地で再起を図っていた。1388年頃、カマルッディーンは甥のホダーイダードによってモグーリスタンを追放され、ホダーイダードはヒズル・ホージャを支持した。1390年にカマルッディーンは消息を絶ち、ヒズル・ホージャはティムールと講和した。1397年頃にモグーリスタン・ハン国とティムール朝の間に婚姻関係が成立、1400年頃にティムールの孫ミールザー・ウマルがウイグルスタンに侵入した。
1391年にヒズル・ホージャは明の洪武帝に使節を送り、ティムールが明への遠征を計画していることを訴え、援助を求めた。モグーリスタン・ハン国と明の間に軍事同盟は締結されなかったものの、両国の間で隊商が往来するようになり、モグーリスタン・ハン国はシルクロード交易によって莫大な利益を得た。朝貢関係が成立したことで明はモグーリスタン・ハン国が冊封体制に組み込まれたと見なし、交易によって漢地と西域の経済・文化交流が促進された。
新たなドゥグラト部の当主となったホダーイダードはヒズル・ホージャからワイスに至るまでの6人のハンを擁立し、ドゥグラト部の当主は1533年まで強力な権限を世襲した。

### 15世紀以降

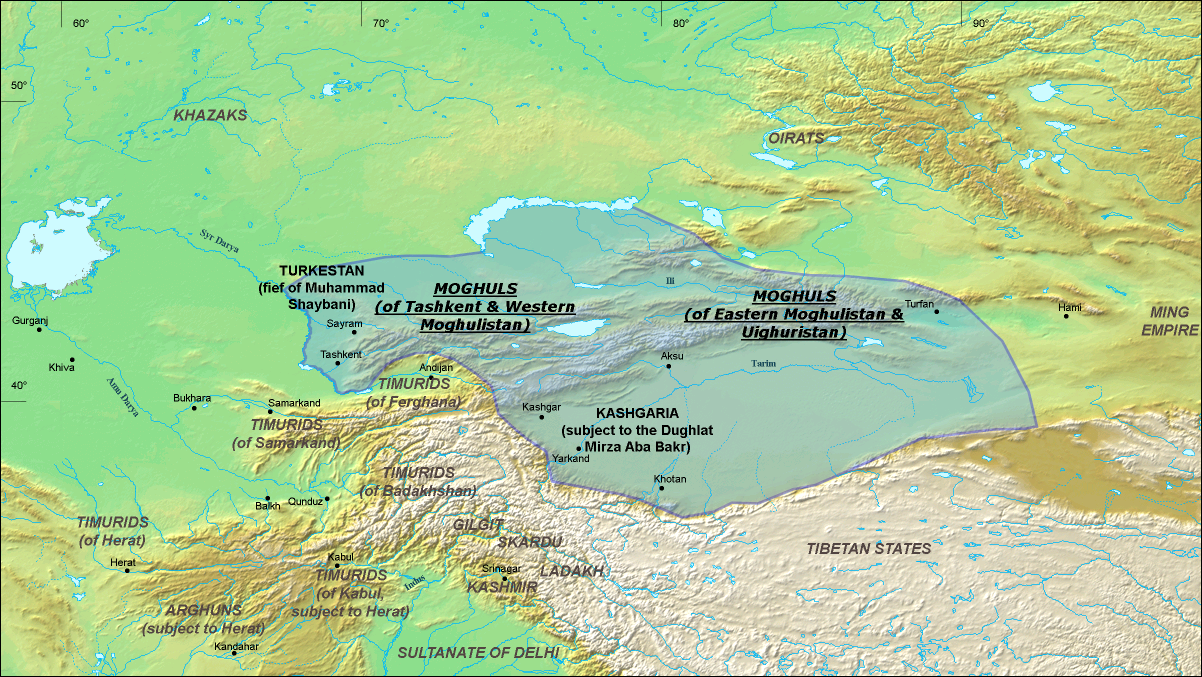
1490年代のモグーリスタン

15世紀のモグーリスタンは、ティムール朝に加えてオイラト、ウズベクといった遊牧勢力の侵入に晒されることになる。イスラムを受容したハンたちは、ナクシュバンディー教団の教義を学んだ。15世紀初頭に即位したムハンマドはイスラム風の衣服を着用し、イスラムへの改宗を推進して領内の全てのモグール人にイスラムを信仰させた。1418年に即位したワイスはムスリムに対して危害を加えることを禁止する命令を部衆に出し、従兄弟のシール・ムハンマドとハン位を争った。シール・ムハンマドを破ってハンに復位したワイスはオイラトに戦いを挑むも敗れ、その捕虜となった。
ワイスの死後、その子であるユーヌスとエセン・ブカの兄弟がハン位を争った。ユーヌスはイリからタシュケントに至る西側の地域、エセン・ブカは東側のウイグルスタンを領有した。エセン・ブカの代に、ウズベクから分離した一団（カザフ）がモグーリスタンに移動してくると、エセン・ブカは彼らをモグーリスタンの辺境部に住まわせた。1468年（もしくは1469年）に単独のハンに即位したユーヌスは、ティムール朝の弱体化に乗じて1482年にタシュケントを占領した。
16世紀から、モグーリスタンにカザフ、キルギスからの圧力が加わるようになった。カザフはモグーリスタン北のイルティシュ川流域まで進出し、ドゥグラト部の一部がカザフに合流した。さらにエニセイ川上流域から移動したキルギスが、天山山脈西部に進出した。14世紀半ばには160,000人に達していたモグール人も、16世紀半ばには約30,000人に減少していた。
ユーヌスの跡を継いでモグーリスタンの西部を領有したマフムードは1508年（もしくは1509年）にシャイバーニー朝のムハンマド・シャイバーニー・ハンに殺害され、タシュケントはシャイバーニー朝に占領された。マフムードの死後、モグーリスタン・ハン国の残存勢力は次第にタリム盆地のオアシス地帯に追いやられていくことになる。

## 歴代君主
| 代数 | 君主名                                        | 在位期間                            |
| ---- | --------------------------------------------- | ----------------------------------- |
| 1    | トゥグルク・ティムール                        | 1347年（1348年） - 1362年（1363年） |
| 2    | イリヤース・ホージャ                          | 1362年（1363年） - 1365年           |
| 3    | カマルッディーン （バルラス部、非チンギス裔） | 1365年? - 1389年                    |
| 4    | ヒズル・ホージャ                              | 1389年? - 1403年?                   |
| 5    | シャムイ・ジャハーン                          | 1403年? - 1407年（1408年）          |
| 6    | ムハンマド                                    | 1407年（1408年） - 1415年（1416年） |
| 7    | ナクシ・ジャハーン                            | 1415年（1416年） - 1417年（1418年） |
| 8    | ワイス                                        | 1417年（1418年） - 1421年?          |
| 9    | シール・ムハンマド                            | 1421年? - 1425年?                   |
| 10   | ワイス（復位）                                | 1425年? - 1432年                    |
| 11   | エセン・ブカ                                  | 1432年 - 1461年（1462年）           |
| 12   | ドースト・ムハンマド                          | 1461年（1462年） - 1468年（1469年） |
| 13   | ユーヌス                                      | 1468年（1469年） - 1487年           |
| 14   | マフムード                                    | 1487年 - 1508年（1509年）           |